# Brian Lee Wittman

Maui-Xaphoon

Brian Lee Wittman (* 30. Juni 1951) ist ein US-amerikanischer Musikinstrumentenbauer aus Maui auf Hawaii.
Er ist der Erfinder des Xaphoons, auch unter der Bezeichnung Maui-Xaphoon, Bambus-Saxophon und Taschen-Saxophon bekannt, das er Anfang der 1970er Jahre entwickelte und sich 1972 patentieren ließ.
Als Sänger, Saxophonist und Steelpan-Spieler leitet er die Brian („Papa B.“) Wittman & the Cool Steel Band.

## Diskographie (Auszug)
- 2000: Jungle Jazz, Global Entertainment

## Weblink
- Video: Wittman stimmt ein Bambus-Xaphoon

| Personendaten    | Personendaten                                        |
| ---------------- | ---------------------------------------------------- |
| NAME             | Wittman, Brian Lee                                   |
| KURZBESCHREIBUNG | US-amerikanischer Musikinstrumentenbauer und Musiker |
| GEBURTSDATUM     | 30. Juni 1951                                        |